# San Bartolomeo (museo di Castelvecchio)
San Bartolomeo è una scultura della seconda metà del XVI secolo conservata nel museo di Castelvecchio di Verona attribuita a Giovanni di Rigino.
Originariamente la statua doveva essere dipinta come si può notare dalle tracce di colore ancora osservabili. San Bartolomeo nella mano sinistra tiene un cartiglio sui cui vi è scritto: "micator sum demonum malorum meorumque omnium protector sum" (sono fulminatore dei demoni malvagi e protettore di tutti i miei fedeli). La mano destra è invece mutila ma in origine brandiva un pugnale.
Nonostante che per alcune caratteristiche ricordi la cerchia del "Maestro di Sant'Anastasia" la maggioranza della critica ha notato maggiori affinità con l'autore della statua equestre di Cangrande della Scala.